# Златићево
Златићево је насеље у Општини Власотинце у Јабланичком округу. Према попису из 2022. било је 54 становника.
Село је на заравни на надморској висини између 600 и 800 метара, окренуто ка југу, у заветрини и увек изложено сунцу. Насеље је добило назив по руди злата, која је копана у време Римљана. Ливница (тарапана) је била у Прекоп граду.
Село је електрифицирано. Постоји водовод са извора. Изграђен је макадамски пут који село повезује са Власотинцем преко Доњег Дејана. У селу је некада постојала поткивачка и ковачка радња. Златићево има продавницу, задружни дом и четворогодишњу основну школу, која је отворена после Другог светског рата. Некада пуна, школа у данашње време има мали број ђака из Златићева, Преданче и Јаворја. Задружни дом села служио је организацији манифестација, приредба и игранки зими, у време распуста и државних празника.
Код “крста” је постављено спомен обележје свим погинулим и жртвама терора од Бугара и Немаца у Другом светском рату из Златићева, Јаковљева, Преданче, Равног Дела и Горњег Дејана и Ђорђина. На том месту се све до пред крај XX века славио државни празник 7. јул као дан устанка у Србији.
Гашење сеоског вашара у коме се некад сливала младост у шаренилу са свих страна овог дела Повласиња допринело је у неком смислу опустошењу села. У претходним временима се ту играло уз плех музику и хармоникаше на неколико кола.

## Демографија
У насељу Златићево живи 168 пунолетних становника, а просечна старост становништва износи 46,3 година (42,5 код мушкараца и 50,6 код жена). У насељу има 77 домаћинстава, а просечан број чланова по домаћинству је 2,60.
Ово насеље је великим делом насељено Србима (према попису из 2002. године), а у последња три пописа, примећен је пад у броју становника.
|  |

| Демографија | Демографија | Демографија |
| Година      | Становника  | Становника  |
| ----------- | ----------- | ----------- |
| 1948.       | 305         |             |
| 1953.       | 309         |             |
| 1961.       | 326         |             |
| 1971.       | 459         |             |
| 1981.       | 349         |             |
| 1991.       | 315         | 315         |
| 2002.       | 200         | 200         |
| 2011.       | 83          |             |
| 2022.       | 54          |             |

| Етнички састав према попису из 2002.‍ | Етнички састав према попису из 2002.‍ | Етнички састав према попису из 2002.‍ | Етнички састав према попису из 2002.‍ | Етнички састав према попису из 2002.‍ |
| ------------------------------------ | ------------------------------------ | ------------------------------------ | ------------------------------------ | ------------------------------------ |
|                                      |                                      |                                      |                                      |                                      |
| Срби                                 | Срби                                 |                                      | 199                                  | 99,5%                                |
| Румуни                               | Румуни                               |                                      | 1                                    | 0,5%                                 |

| Година пописа     | 1948. | 1953. | 1961. | 1971. | 1981. | 1991. | 2002. |
| ----------------- | ----- | ----- | ----- | ----- | ----- | ----- | ----- |
| Број домаћинстава | 49    | 50    | 60    | 102   | 93    | 92    | 77    |

| Број чланова      | 1  | 2  | 3  | 4 | 5 | 6 | 7 | 8 | 9 | 10 и више | Просек |
| ----------------- | -- | -- | -- | - | - | - | - | - | - | --------- | ------ |
| Број домаћинстава | 17 | 30 | 12 | 9 | 6 | 1 | 1 | 1 | 0 | 0         | 2,60   |

| Пол    | Укупно | Неожењен/Неудата | Ожењен/Удата | Удовац/Удовица | Разведен/Разведена | Непознато |
| ------ | ------ | ---------------- | ------------ | -------------- | ------------------ | --------- |
| Мушки  | 89     | 24               | 58           | 4              | 3                  | 0         |
| Женски | 84     | 6                | 59           | 18             | 1                  | 0         |
| УКУПНО | 173    | 30               | 117          | 22             | 4                  | 0         |

| Пол    | Укупно                    | Пољопривреда, лов и шумарство | Рибарство                            | Вађење руде и камена | Прерађивачка индустрија       |
| ------ | ------------------------- | ----------------------------- | ------------------------------------ | -------------------- | ----------------------------- |
| Мушки  | 48                        | 32                            | 0                                    | 0                    | 0                             |
| Женски | 21                        | 17                            | 0                                    | 0                    | 0                             |
| УКУПНО | 69                        | 49                            | 0                                    | 0                    | 0                             |
| Пол    | Производња и снабдевање   | Грађевинарство                | Трговина                             | Хотели и ресторани   | Саобраћај, складиштење и везе |
| Мушки  | 0                         | 14                            | 1                                    | 0                    | 0                             |
| Женски | 0                         | 0                             | 1                                    | 0                    | 0                             |
| УКУПНО | 0                         | 14                            | 2                                    | 0                    | 0                             |
| Пол    | Финансијско посредовање   | Некретнине                    | Државна управа и одбрана             | Образовање           | Здравствени и социјални рад   |
| Мушки  | 0                         | 0                             | 0                                    | 0                    | 0                             |
| Женски | 0                         | 0                             | 0                                    | 2                    | 0                             |
| УКУПНО | 0                         | 0                             | 0                                    | 2                    | 0                             |
| Пол    | Остале услужне активности | Приватна домаћинства          | Екстериторијалне организације и тела | Непознато            | Непознато                     |
| Мушки  | 0                         | 0                             | 0                                    | 1                    | 1                             |
| Женски | 0                         | 0                             | 0                                    | 1                    | 1                             |
| УКУПНО | 0                         | 0                             | 0                                    | 2                    | 2                             |

### Становништво и генеалогија
Златићевци су пореклом из Дејана. Алабирци (Ђокићи) су дошли са Копаоника прво у Дејан, па се преселили у Златићево. По казивањима Тозе Арсића (*1881) Ђока Рабуџински је увек носио за појас рабус и четрдесет година био турски kmет у широј околини све до Ниша. Помагао је хајдуке па је потом оптужен јер је убио турског бега. Сам је себи пресудио и отровао се. Сахрањен је на тромеђи Златићева, Свођа и Јаковљева. Од њега потичу Глусцинци, Рабуџинци, Баџинци и Миленковићи.
Бошковци су из Власине и Доњег Дејана. Живковци су се населили из Доње Лопушње 1804. године. Тамо су прво побегли из Ниша у махалу Сарамандици. Груинци (Алексићи) су преклом из Гаре, а Чубрикинци (Станковићи) из Свођа.
Упадљива је дуговечност мештана Златићева: Младен Грујић (116 година), Мијалко Баџић (112 година), Кита Младеновић (103. године), Цоне Глувац (100 година).
Многи мештани су се населили после ослобођења од Турака 1878. године из Гара и са власинске области. У Златићеву је било неколико напуштених турских кућа, које су заузете од стране досељеника. У то време долазе Илићи, Ранђеловићи, Величковићи, Милошевићи, Бошковићи, Стојановићи, Младеновићи и Арсићи. Многе фамилије су се одселиле у Власотинце и Велику Плани.
Некада су у Златићеву, Дејану и Преданчи били познати сточари, који су “иљадили” своје стадо, које је пасло на падинама Букове главе и добропољских и козилских чука, Данас нажалост више и нема оваца у овом крају на почетку XXI века.
У стара времена Златићевци су били ковачи, пинтери, терзије и циглари мајстори. После Другог светског рата живело се сиромашно, па су многи ишли у печалбу као длакари, пинтери и циглари. Берба жутог кукуруза у Војводини била је посебан свакогодишњи посао. Седамдесетих година XX. века појавом приватних предузимача ишло се у цигларе и зидаре. То није зауставило миграције у Власотинце, Велику Плану, Београд и друга места у Србији.

### Махала Чука
Махала Чука је планински заселак Златићева на месту где је било латинско гробље. Браћа Никола и Крста из Бољара, доселили су се у Златићево, где су као сточари имали колибе у махали Чука, да би се потом преселили са својим породицама. Иначе, њихове породице воде порекло са Косова одакле су преко Бољара населиле махалу. Николини синови су били Илија, Станија и Ђорђе (данашње породице Илић и Младеновић). Крстини синови су били Аранђел и Златко (данашње породице Ранђеловић и Златковић). У махали Чука живи и породица Јовановић. Године 2011. овај заселак има тек 14 мештана.
У близини махале се у 6. веку налазио римски град византијско утврђење. Ту је било 30-40 кућа Римљана, а гробље је било на косој страни махале (са десне стране реке Бистрице). Мештане коју су касније населили овај крај су из тог разлога звали латини. У пределу Кошаре од махале Чука према реци Бистрици, између махале Преданча и села Јаворје, постоји Бошков камен и српско гробље чија старост није испитана.